# 苏卜赫·艾扎勒

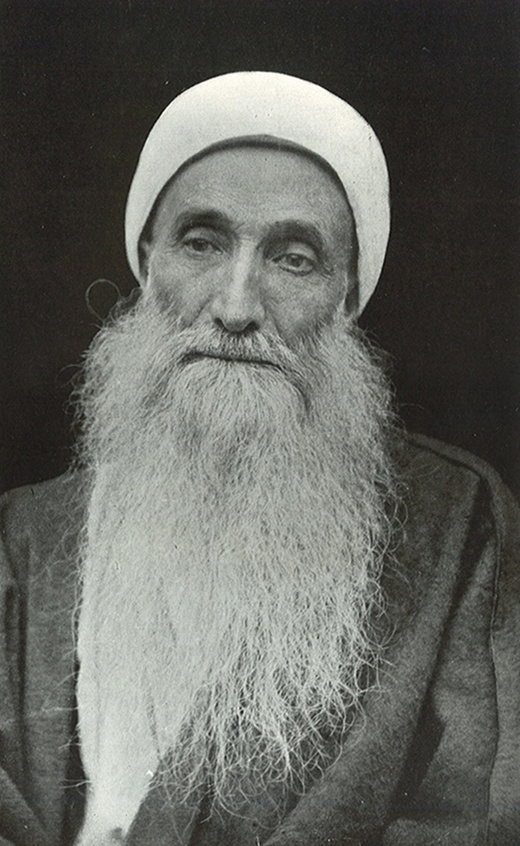
苏卜赫·艾扎勒

苏卜赫·艾扎勒（1831-1912年）是巴比教宗教领袖和作家，曾是巴比教創始人巴孛的副手。在1850年巴孛被处决后，苏卜赫·艾扎勒成为巴比教的第二任领袖。後來他從伊朗逃到伊拉克。 1868年，奥斯曼帝國政府将苏卜赫·艾扎勒及他的信徒流放至塞浦路斯。  截至1904年，只有極少數人繼續追隨苏卜赫·艾扎勒。  1912年苏卜赫·艾扎勒去世后，巴比教的發展基本陷入停滞，巴比教也没有自己公认的宗教领袖。 